# 宝安图书馆
深圳市宝安区图书馆（简称：宝图），始建于1983年，前身是“宝安县图书馆”。1993年正式更名为“宝安区图书馆”。1993年7月，位于宝安区新安二路72号的宝安区图书馆旧馆馆舍启用，服务讀者20年。2013年年底，新宝安区图书馆总馆建成开放。按照原規劃，老館改造成寶安區博物館。但最后成为宝安图书馆1990分馆。

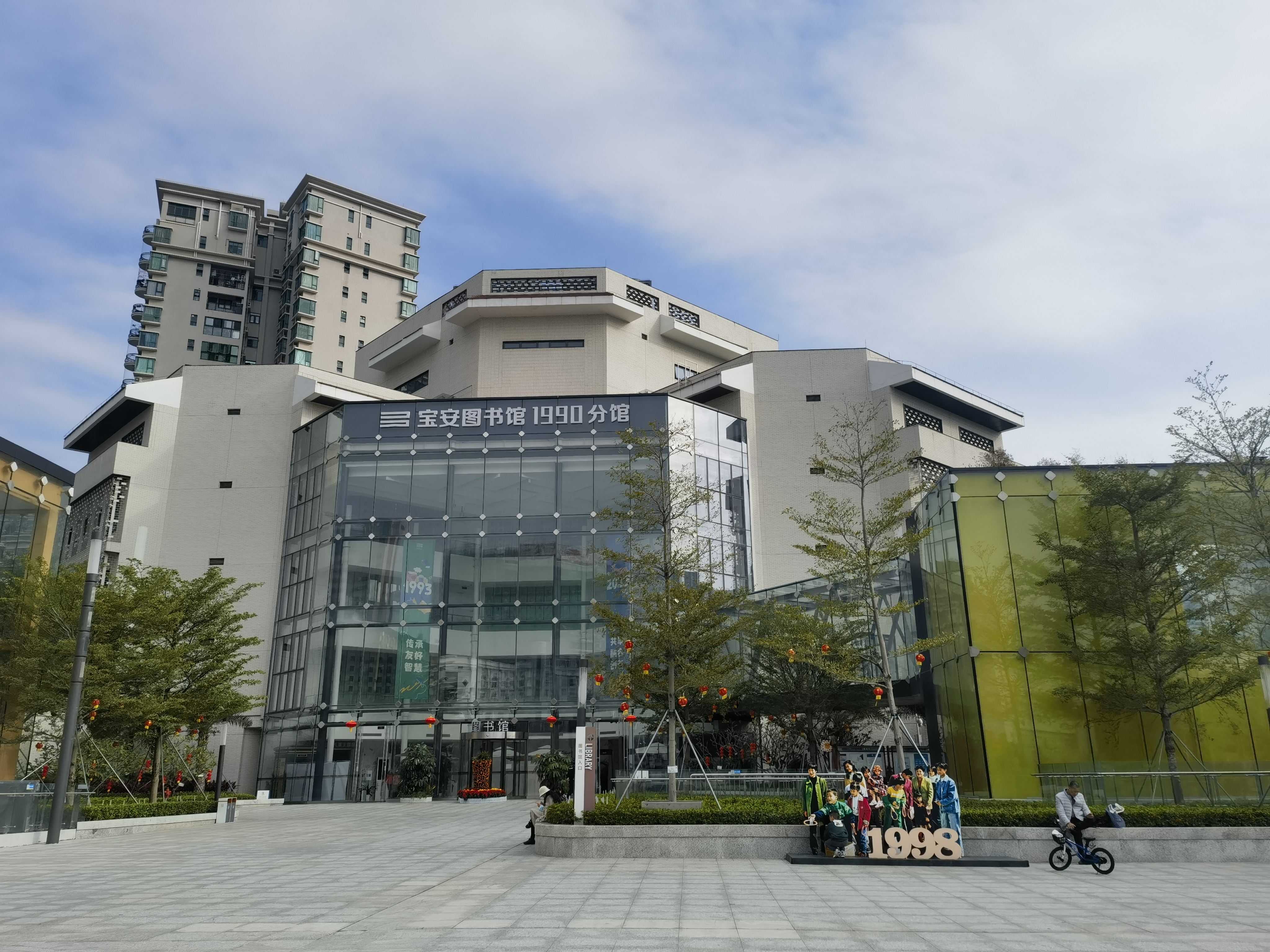
宝安图书馆1990分馆，由宝图的旧馆舍改造而成。

## 概述

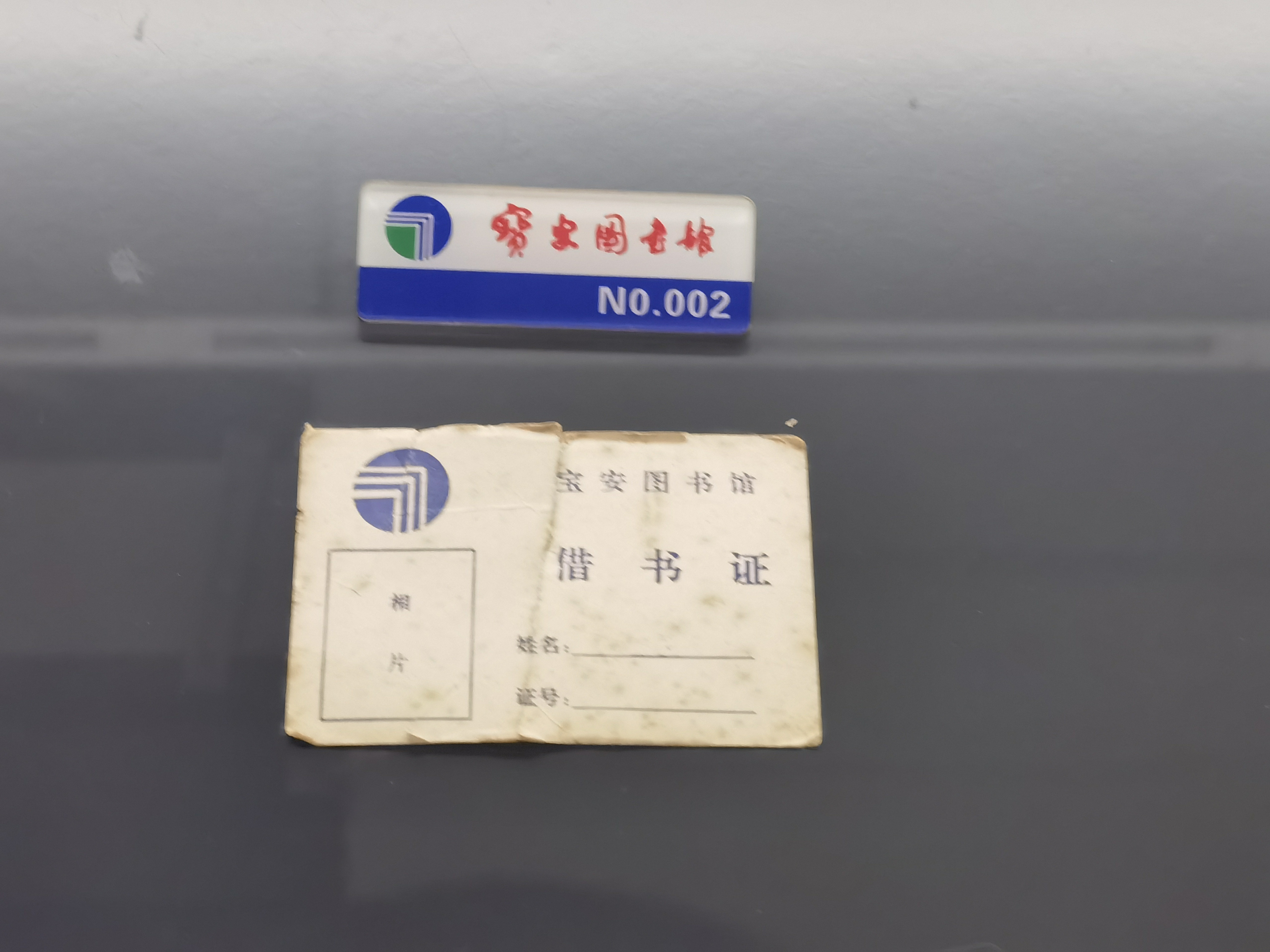
宝安图书馆旧款借书证和工作号牌

深圳市寶安區圖書館新馆采用“图书馆+城市规划展览馆”两馆合一设计，总建筑面积48,000平方米，其中图书馆面积39,270平方米，城市规划展览馆面积8,730平方米。设有少儿图书馆、报刊阅览室、盲文阅览室、24小时自助图书馆、青少年阅览室、玩具图书馆、外文馆、图书借阅区、工业技术图书阅览区、数字服务与体验区、参考与专题服务区等全开架式文献阅览室，以及书画研究室、视听室、报告厅、多功能活动室和自修室等功能室。馆舍设计藏书量120万册，阅览座位1191个、异形椅坐席380个、报告厅坐席440个，读者用计算机终端187台，日接待读者能力10,000人次。截至2017年底，全馆藏书量达155万册、电子图书14万册、电子期刊2.5万册、数字资源总量12TB、各类数据库24个，能為讀者提供综合性文献借阅服务及信息服务。
2017年寶安區圖書館总馆接待读者2,892,058人次，全年新增借书证35,628张，外借文獻1,483,115冊次，舉辦活動719場。

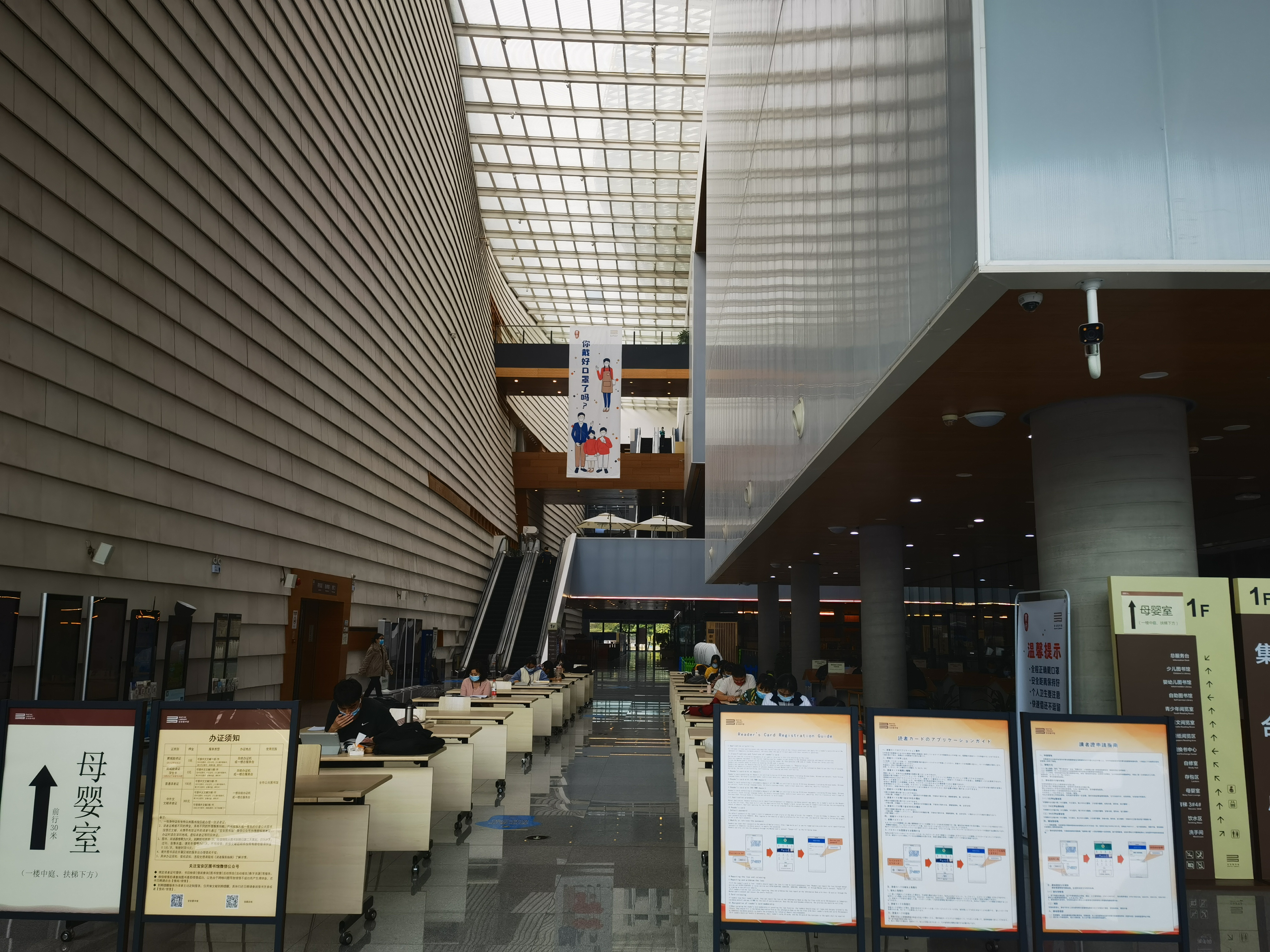
图书馆内景

|                                     | 直属分馆 | 街道图书馆 | 社区阅读 中心 |
| ----------------------------------- | -------- | ---------- | ------------- |
| 场馆数量（个）                      | 7        | 5          | 31            |
| 馆舍总面积（平方米）                | 1870     | 12,542.5   | 6,688         |
| 馆均面积（平方米）                  | 267      | 2508.5     | 215.75        |
| 年经费支出（万元）                  | 161      | 470.4      | 341           |
| 馆均年经费支出（万元）              | 23       | 94.08      | 11            |
| 年到馆读者人次                      | 397,863  | 525,510    | 514,274       |
| 馆均年到馆人次                      | 56,837   | 105,102    | 16,589        |
| 年外借图书册次                      | 75,536   | 277,886    | 83,353        |
| 馆均年外借册次                      | 10,791   | 55,577     | 2,689         |
| 图书                                | 126,828  | 550,101    | 163,030       |
| 图书流通率（%）                     | 60%      | 51%        | 52%           |
| 馆均接待成本（元/人）               | 4.05     | 8.96       | 6.63          |
| 单位面积年接待人次（人/平方米/ 年） | 212      | 42         | 77            |

## 发展历史

### 总馆

#### 宝安图书馆老馆
1983年，宝安县重新组建新的宝安县图书馆， 即如今宝安区图书馆的前身。此时的宝安县图书馆位于新建成的宝安县城2区文化大楼内，书库面积40平方米，报刊阅览室面积35平方米。1992年8月，国务院撤销宝安县建制。次年7月16日图书馆大楼启用并改名为宝安区图书馆，当日接收深圳市图书馆调拨的书刊2,000册。图书馆大楼面积8,119平方米，经过1999、2008、2012年三次较大规模的改造，大楼整体都作为公共图书馆之用，增设了少儿阅览、报刊阅览、 电子阅览、活动报告厅等多个功能室。该建筑后来被称为“宝图老馆”。宝图老馆累计接待读者近2,000万人次。至2019年，曾经的图书馆大楼已被拆除，并计划在此地点建设宝安博物馆。
1994、1999年宝安区图书馆两次被中华人民共和国文化部评定为县区级“一级图书馆”。2004年被评为地市级“一级图书馆”。

#### 宝安图书馆新馆
宝安图书馆新馆2004年立项，2011年开工建设。2013年年底，宝安图书馆新馆建成开放。新馆总建筑面积达48,000平方米，是国内规模最大的县区级图书馆之一。至2017年，新馆累计办出读者证超过10万张，举办各类公益讲座、培训、沙龙活动超过2,800场，参与活动的市民逾45万人次。
2019年，宝安图书馆启用“慧还书”智能机器人分拣系统。该系统包含28台分拣机器人以及4台搬运机器人，效率能达到传统人工分拣的10倍以上，每小时最多可分拣图书2,000册。该技术是中国首个运用到图书分拣中的新兴物流分拣技术。

### 分馆
1997年广东省委宣传部、省文化厅等10个单位联合下发《广东省关于贯彻实施全国“知识工程”意见的通知》，决定1996-2000年期间在全省实施“千村书库”工程，大规模建设村级图书馆。宝安区委随即启动了“百村书库”工程，拨款1000万在各村大规模地建设村图书馆。2001年，宝安区委区政府决定在全区开展创建文化先进镇活动，提出了文化先进镇的“十有”标准，其中要求各街道有一个中型图书馆。按要求10个街道陆续在各街道文体中心建起了街道图书馆。至2004年底，区、镇、村三级共投资6000多万元，在全区127个行政村中建起了112个村图书馆。2003年深圳市图书馆之城建设启动，宝安区成为创新实验基地。2003年到2006年城市化过程中，社区图书馆增设得到重视。2004年起宝安区财政投入80万元促使技术平台和读者证统一，将40多个社区（村级）图书馆纳入统一的图书借还管理系统，为全区业务管理一体化奠定基础。
2006年11月读书月，宝安区推出“宝安流动图书馆”项目，以多种形式扩充基层图书馆的馆藏。2007年12月，宝安流动图书馆项目获得深圳市首届文化创新奖。
2006-2008年，区财政每年支出180万来为丰富分馆馆藏。图书由区图书馆统一采购、分编，以流动、可交换的形式，为无固定购书经费的街道、社区和企业图书馆补充馆藏，并采用统一流通业务管理平台。但由于管理不统一，服务标准不一，各分馆之间的服务质量存在很大差异。2007年起，区财政拨专款，由宝安区图书馆开展直属分馆建设，采用了由宝安区图书馆直接管理分馆的模式，统一业务管理技术平台，此举降低了图书馆运营成本。2012年30家社区阅读中心建成，并纳入深圳市图书馆之城统一服务平台。
2007年9月14日，宝安区政府出台《关于加强和改善劳务工工作 建立和谐劳动关系的若干意见》，提出要保障劳务工的文化权利，2008年宝安区推出了劳务工图书馆建设项目。到2019年，宝安区共有7家劳务工分馆。2018年初宝安图书馆获得“第七届全国服务农民、服务基层文化建设先进集体称号”，是广东省唯一一个获此称号的区级馆。
2018年12月，宝安区已有公共图书馆97家，其中国家地市级一级图书馆1家，街道分馆和小型分馆10家，社区阅读中心45家，流动服务点23家，社区图书馆18家。已加入深圳市统一服务平台、实现全市通借通还的公共图书馆及服务点79家。另全区有城市街区自助图书馆27个。

## 规划和建筑
深圳市宝安区图书馆新馆于2010年5月到2010年12月设计并于2013年12月竣工。该建筑由华南理工大学建筑设计研究院和许李严建筑师事务有限公司负责设计，负责相关设计工作的建筑师为何镜堂、严迅奇、 蒋涛、 吴宙航、 刘琮晓 、伍尚峰、胡镇宁、冯琮亮。

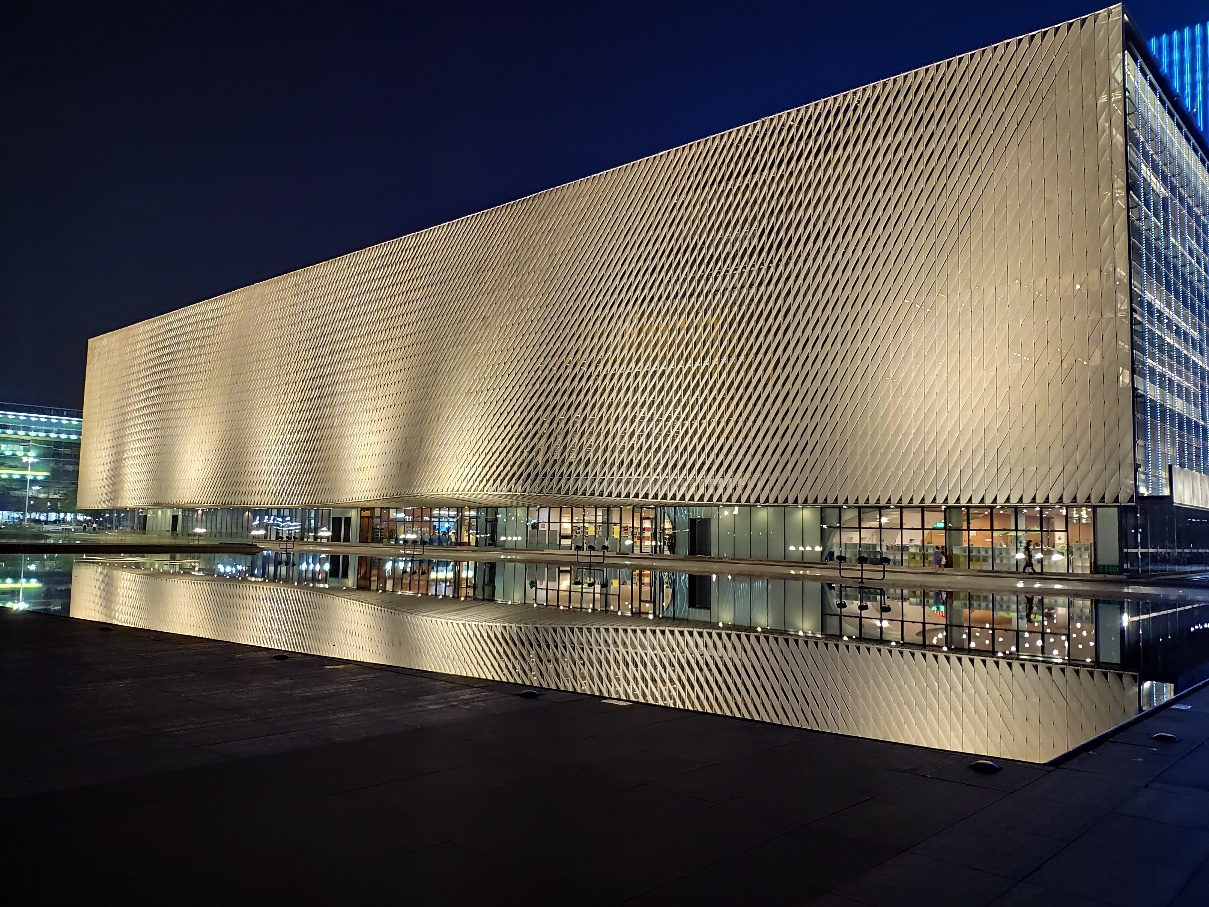
宝安图书馆新馆建筑外的双层幕墙和铝合金网状穿孔板的光影变化以及广场东侧大面积水池造成的“悬浮”效果。

### 规划理念
宝安中心区中央绿轴三大建筑分别为图书馆、青少年宫及演艺中心。在总平规划上，遵循原有城市设计上位规划，将3座建筑布置在地块西侧，建筑之间有文化平台连接，沿着中央水体绿轴自北向南一字排开。宝安图书馆是3个建筑单体中最先启动实施的项目，东临宝华地铁站，西靠宝兴路，北侧为海滨广场，南侧为海天路。图书馆总平面布局与场地景观设计延续宝安中心区的滨海特色。在广场东侧设大面积水池，使图书馆“浮”于水池西侧，维护了城市绿轴的开敞性，也使图书馆内部空间最大限度获得东侧水景。建筑形态为简朴的立方体，并以局部曲线起伏的形态展现“水流蚀石”的设计理念，与周边公园的“绿色海浪”相融合。

### 外部造型
宝安区图书馆新馆建筑形体为125m（长）×65m（宽）×24m（高）的立方体，4个平整简洁的立面，体块上也未做任何凹凸或穿插变化，仅在东、西立面以波浪形金属幕墙增加建筑动感，南、北立面以拉索幕墙来实现建筑的明亮整洁。从远处望去，建筑外观简约而具有层次感。东、西立面为建筑主朝向，由于建筑形体较长，设置在东、西两侧的阅览与展览空间需要考虑遮阳和防眩光的问题，因此东、西立面设计为实面，采用兼具遮阳及自然通风功能的双层幕墙设计：外层为铝合金网状穿孔板，随建筑形的曲线起伏与内部功能的分布，穿孔板疏密逐渐变化，外部呈现出柔和的“肌理”、光影变化，内部则创造出舒适的光环境；内层采用中空玻璃幕墙，以保证节能效果。铝合金网格亦从东、西立面向上伸延至屋顶，转化为起伏的金属构架屋顶，保持建筑外型的整体性及中庭的遮阳需求。南、北立面配合内部功能用房，内层设置可开启的窗口，外层为玻璃幕墙在确保自然通风的同时也统一南、北立面的外观。

## 开放时间
| 主馆       | 周一                           | 闭馆                           |
| 主馆       | 周二至周日                     | 9:00-21:00                     |
| 自修室     | 周一至周日                     | 7:30-22:00                     |
| 自助图书馆 | 凭身份证或读者证24小时皆可进入 | 凭身份证或读者证24小时皆可进入 |

## 借书凭证

### 个人阅读证
凡自觉遵守宝安图书馆的借阅规定，具有阅读能力的读者，愿意办理读者证的居民，均可免费办理宝安图书馆的读者证。押金证含50元、100元及300元三种，在深圳市已加入公共图书馆统一大平台的图书馆可实现通借通还。励读证为0押金证，不发放实体读者证。
2014年，宝安图书馆推出“励读证”，“励”即鼓励的含义。“励读证”也就是身份证，不用办理其他手续，也无需交押金，目的主要是避免来深圳建设者因经济原因而放弃办理借阅证，提高人们的阅读积极性。
| 读者证类型       | 押金  | 服务类型                                                                   | 使用范围                                                 | 借期 |
| ---------------- | ----- | -------------------------------------------------------------------------- | -------------------------------------------------------- | --- |
| 励读证           | 0元   | 可借中文文献5册/件 (含中文图书、中文过刊、音像光盘、便民伞)                | 仅限于深圳市宝安区、龙岗区、福田区、光明新区图书馆使用。 | 图书类文献、电子书阅读器借期为31天， 可续借1次，续借期为31天（从续借当日计算）。 音像光盘、期刊、便民伞借期21天，不续借。 |
| 普及读者证       | 50元  | 可借中文文献5册/件 (含中文图书、中文过刊、少儿外文图书、音像光盘、便民伞)  | 深圳市全市公共图书馆                                     | 图书类文献、电子书阅读器借期为31天， 可续借1次，续借期为31天（从续借当日计算）。 音像光盘、期刊、便民伞借期21天，不续借。 |
| 普通读者证       | 100元 | 可借中文文献10册/件 (含中文图书、中文过刊、少儿外文图书、音像光盘、便民伞) | 深圳市全市公共图书馆                                     | 图书类文献、电子书阅读器借期为31天， 可续借1次，续借期为31天（从续借当日计算）。 音像光盘、期刊、便民伞借期21天，不续借。 |
| 中外文文献读者证 | 300元 | 可借中文文献10册/件 (含中文图书、中文过刊、少儿外文图书、音像光盘、便民伞) | 深圳市全市公共图书馆                                     | 图书类文献、电子书阅读器借期为31天， 可续借1次，续借期为31天（从续借当日计算）。 音像光盘、期刊、便民伞借期21天，不续借。 |
| 中外文文献读者证 | 300元 | 可借境外文献 2册/件 (含青少外文图书、成人外文图书、港澳台图书、阅读器)     | 深圳市全市公共图书馆                                     | 图书类文献、电子书阅读器借期为31天， 可续借1次，续借期为31天（从续借当日计算）。 音像光盘、期刊、便民伞借期21天，不续借。 |
| 学生励读证       | 0元   | 可借中文文献5册/件 (含中文图书、中文过刊、少儿外文图书、音像光盘、便民伞)  | 深圳市全市公共图书馆                                     | 图书类文献、电子书阅读器借期为31天， 可续借1次，续借期为31天（从续借当日计算）。 音像光盘、期刊、便民伞借期21天，不续借。 |

### 集体阅读证
宝安区的行政企事业单位，可提供有效营业执照、组织机构代码证、法人身份证、代办人身份证原件和复印件经宝安图书馆审核后签订协议，办理集体阅读证。集体读者证需交押金1,000元，总计可借图书500册，借期为365天，不可续借。

## 事件

### 书包排队
自2013年以来，宝安图书馆的人流量逐年攀升，暑假期间馆内很难找到座位。2019年7月24日早上8时，深圳市宝安图书馆尚未开馆，馆外有读者由于天气较为炎热，将书包放在图书馆门外代替自己排队，形成了“书包排队”的现象。宝安图书馆称如果排队的人都认可用书包排队的话，会支持这种行为。